# Paul Marc Davis
Paul Marc Davis (n. Londres, Reino Unido, 1974) es un actor y productor británico. Apareció en el episodio Utopía de la serie Doctor Who, y también ha aparecido en dos de sus spin-off; Torchwood y The Sarah Jane Adventures. En 2001, interpretó al fantasma del Cavalier en la película Harry Potter y la piedra filosofal. En los próximos años, Davis participó en numerosas películas independientes.

## Filmografía

### Películas
| Año  | Título                             | Papel                 |
| ---- | ---------------------------------- | --------------------- |
| 2001 | Harry Potter y la piedra filosofal | Fantasma del Cavalier |
| 2003 | Sinister                           | Carlos                |
| 2005 | Quality Indigo                     | Norman Kehoe          |
| 2005 | Personal Justice                   |                       |
| 2006 | Still Living                       |                       |
| 2007 | Three Minute Moments               | Marcus                |
| 2007 | Cassandra's Dream                  | Jugador de Poker      |
| 2007 | The Seer                           | Adam                  |
| 2009 | Barry Brown                        | Rodolfo               |
| 2009 | Hardly Bear to Look at You         | Alex                  |
| 2010 | Dear Darkness                      |                       |
| 2010 | The Symmetry of Love               |                       |
| 2011 | Diagnosis Superstar                | Denny                 |
| 2011 | The Sky in Bloom                   | Chofer                |
| 2014 | Hijo de Dios                       | Simon                 |

### Televisión
| Año       | Título                    | Papel              | Notas                          |
| --------- | ------------------------- | ------------------ | ------------------------------ |
| 2002      | Casanova                  | Casanova           | Película para TV               |
| 2007      | Doctor Who                | Chieftain          | Episodio: "Utopía"             |
| 2007      | EastEnders                | Sam                |                                |
| 2007      | Torchwood                 | Cowled Leader      | Episodio: "Exit Wounds"        |
| 2007-2009 | The Sarah Jane Adventures | El Trickster       | Papel recurrente               |
| 2013      | The Bible                 | Simon the Pharisee | Episodios: "Mission" "Courage" |